# Марјан Цветковић
Марјан Цветковић (Бајмок, Суботица, 30. септембар 1988) српски је фудбалер, који тренутно наступа за Раднички 1912 из Сомбора. Висок је 186 центиметара и игра у одбрани.

## Каријера
Родом из Бајмока, Цветковић је фудбалом почео да се бави у локалном Радничком, а за први тим тог клуба дебитовао је у сезони 2004/05. Касније је био члан суботичке Бачке 1901, а потом приступио екипи Сенте, где је у периоду од 2009. до 2012. наступао у Српској лиги Војводине. Цветковић је, потом преашо у ТСЦ из Бачке Тополе, а онда је током пролећног дела такмичарске 2012/13. био члан Радничког из Нове Пазове у Првој лиги Србије. Он се, након тога, у Сенту вратио лета 2013. и за тај клуб наступао током наредне две сезоне. Цветковић се у екипи ТСЦ Бачке Тополе по други пут обрео 2015. и ту се задржао до 2017. године, када је постао члан Бечеја. Са тим клубом изборио је пласман у Прву лигу Србије, освојивши прво место на табели Српске лиге Војводине за сезону 2017/18. У том такмичењу је, потом, стандардно наступао и током првог дела сезоне 2018/19, после чега је, почетком 2019. клуб напустио као слободан играч. Убрзо након тога, приступио је редовима Радничког 1912 из Сомбора.

## Статистика

#### Клупска
| Клуб                 | Сезона   | Лига                        | Лига | Лига | Куп | Куп | Остало | Остало | Укупно | Укупно |
| Клуб                 | Сезона   | Дивизија                    |      | Гол  |     | Гол |        | Гол    |        | Гол    |
| -------------------- | -------- | --------------------------- | ---- | ---- | --- | --- | ------ | ------ | ------ | ------ |
| Сента                | 2009/10. | Српска лига Војводина       | 25   | 0    | —   | —   | —      | —      | 25     | 0      |
| Сента                | 2010/11. | Српска лига Војводина       | 19   | 2    | —   | —   | —      | —      | 19     | 2      |
| Сента                | 2011/12. | Српска лига Војводина       | 27   | 3    | —   | —   | —      | —      | 27     | 3      |
| Сента                | Укупно   | Укупно                      | 71   | 5    | —   | —   | —      | —      | 71     | 5      |
| ТСЦ Бачка Топола     | 2012/13. | Српска лига Војводина       | 13   | 1    | —   | —   | —      | —      | 13     | 1      |
| Раднички Нова Пазова | 2012/13. | Прва лига Србије            | 8    | 0    | —   | —   | —      | —      | 8      | 0      |
| Сента                | 2013/14. | Српска лига Војводина       | 25   | 2    | —   | —   | —      | —      | 25     | 2      |
| Сента                | 2014/15. | Српска лига Војводина       | 22   | 2    | —   | —   | —      | —      | 22     | 2      |
| Сента                | Укупно   | Укупно                      | 47   | 4    | —   | —   | —      | —      | 47     | 4      |
| ТСЦ Бачка Топола     | 2015/16. | Српска лига Војводина       | 26   | 1    | —   | —   | —      | —      | 26     | 1      |
| ТСЦ Бачка Топола     | 2016/17. | Српска лига Војводина       | 14   | 1    | —   | —   | —      | —      | 14     | 1      |
| ТСЦ Бачка Топола     | Укупно   | Укупно                      | 40   | 2    | —   | —   | —      | —      | 40     | 2      |
| Бечеј                | 2017/18. | Српска лига Војводина       | 25   | 3    | —   | —   | 4      | 0      | 29     | 3      |
| Бечеј                | 2018/19. | Прва лига Србије            | 20   | 1    | —   | —   | —      | —      | 20     | 1      |
| Бечеј                | Укупно   | Укупно                      | 45   | 4    | —   | —   | 4      | 0      | 49     | 4      |
| Раднички 1912        | 2018/19. | Војвођанска фудбалска Север | 0    | 0    | —   | —   | —      | —      | 0      | 0      |
| Каријера             | Каријера | Каријера                    | 224  | 16   | —   | —   | 4      | 0      | 228    | 16     |

- Ажурирано 25. јануара 2019. године.

## Трофеји и награде
Бечеј
- Српска лига Војводина: 2017/18.[11]